# Universiteit voor Diergeneeskunde en Farmacie Brno
De Universiteit voor Diergeneeskunde en Farmacie (Tsjechisch: Veterinární a farmaceutická univerzita Brno, afkorting VFU) is een universiteit in de Tsjechische stad Brno. Er zijn opleidingen in de richtingen diergeneeskunde (veterinaire geneeskunde) en farmacie.

## Geschiedenis
De Universiteit voor Diergeneeskunde en Farmacie Brno werd als "Diergeneeskundige Hogeschool" opgericht in het jaar 1918 naar het voorbeeld van de Diergeneeskundige Hogeschool Wenen (tegenwoordig Diergeneeskundige Universiteit Wenen).

## Faculteiten
De VFU bestaat uit drie faculteiten.
- Diergeneeskundige faculteit
- Faculteit voor veterinaire hygiëne en ecologie
- Farmaceutische faculteit